# Eurofighter (azienda)
Il consorzio Eurofighter (o Eurofighter Jagdflugzeug GmbH), con sede a Monaco (Germania), è un consorzio multinazionale che si occupa della produzione e lo sviluppo del progetto Eurofighter per la realizzazione di un caccia avanzato multiruolo. Esso si occupa essenzialmente della struttura del velivolo, dalla progettazione alla produzione, mentre la parte motoristica è di competenza di un altro consorzio denominato Eurojet.
Il consorzio è costituito dalle seguenti aziende aeronautiche in rappresentanza delle quattro nazioni che si sono divise il progetto:
- 46%  Unione europea, EADS tramite:
  - 33% -  Germania, EADS-Germania (ex DASA)
  - 13% -  Spagna, EADS-Spagna  (ex CASA)
- 33% -  Regno Unito, BAE Systems
- 21% -  Italia, Leonardo (già Finmeccanica[2], in precedenza come Alenia Aermacchi)

La divisione percentuale del progetto corrisponde al numero di aerei ordinati da ogni nazione partner nel contratto del 1998:
- 232 aerei per il Regno Unito (37,5%)
- 180 aerei per la Germania (30%)
- 121 aerei per l'Italia (19,5%)
- 87 aerei per la Spagna (13%)

Del consorzio inizialmente faceva parte anche la francese Dassault ma il governo francese decise, nel 1985, di uscire dal programma per divergenze sull'utilizzo dei motori Snecma e di realizzare un progetto autonomo che ha portato alla nascita del Dassault Rafale.